# Susan Ustin
Pour les articles homonymes, voir Ustin.
Susan Lee Ustin est une spécialiste américaine des sciences de la terre. Elle est professeure émérite en sciences des ressources environnementales au John Muir Institute for the Environment, de l'Université de Californie à Davis. Ses recherches font appel à la technologie de la télédétection pour comprendre les caractéristiques des communautés végétales.

## Early life and education
Ustin est originaire d'Eugene, dans l'Oregon. Après avoir obtenu son diplôme d'études secondaires en 1961, Ustin a déménagé à San Francisco avec ses amis. Elle a été inspirée par l'activisme de la ville, en particulier le mouvement des droits civiques et les défenseurs de l'environnement. Elle a d'abord étudié la biologie à l'Université d'État de Californie à East Bay, en se spécialisant dans l'écologie physiologique des plantes. Elle y est restée pour une maîtrise, avant de passer à l'Université de Californie à Davis pour son doctorat, qu'elle obtient avec une thèse intitulée « Ecophysiological responses to salinity in three closely related Scirpus species (Cyperaceae) » (1983). Parallèlement à sa recherche doctorale, Ustin a commencé à travailler au Jet Propulsion Laboratory. Elle a commencé à travailler sur la technologie de la télédétection au début des années 1980, alors que le domaine n'en était qu'à ses balbutiements. 

## Recherche et carrière
Ses travaux portent sur la télédétection des propriétés environnementales et paysagères, en utilisant l'analyse hyperspectrale et les scanners thermiques. La télédétection a depuis été utilisée pour surveiller les catastrophes naturelles, étudier les changements climatiques et surveiller la pollution de l'air. Au cours de sa carrière, Ustin a utilisé des données de télédétection provenant de cinq continents différents, notamment en suivant les impacts de l'agriculture sur les forêts et en surveillant les espèces végétales envahissantes. Elle a également travaillé sur le changement de couleur des feuilles.
Ustin a occupé plusieurs postes à l'Université de Californie à Davis, notamment en tant que directrice du Center for Spatial Technology and Remote Sensing et du John Muir Institute of the Environment,. Elle a travaillé avec la National Aeronautics and Space Administration (NASA) pour construire des spectromètres d'imagerie spatiaux. 
En 2020, Ustin a été élue à la Société américaine d'écologie. Sa citation indiquait,
« Élue pour la recherche pionnière dans l'utilisation de la technologie de télédétection pour détecter les changements dans les caractéristiques des communautés végétales, la diversité biologique et l'utilisation des terres, et pour son influence continue sur le terrain ». 

## Prix et distinctions
- 2010 Doctorat honorifique de l'Université de Zurich[9]
- Membre élue 2017 de l'Union américaine de géophysique[10]
- Membre élue en 2020 de la Société américaine d'écologie[8]

## Publications (sélection)
- Roberts, Gardner, Church et Ustin, « Mapping Chaparral in the Santa Monica Mountains Using Multiple Endmember Spectral Mixture Models », Remote Sensing of Environment, vol. 65, no 3,‎ 1998, p. 267–279 (ISSN 0034-4257, DOI 10.1016/s0034-4257(98)00037-6, Bibcode 1998RSEnv..65..267R, lire en ligne)
- (en) Jacquemoud, Verhoef, Baret et Bacour, « PROSPECT+SAIL models: A review of use for vegetation characterization », Remote Sensing of Environment, imaging Spectroscopy Special Issue, vol. 113,‎ 1er septembre 2009, S56–S66 (ISSN 0034-4257, DOI 10.1016/j.rse.2008.01.026, Bibcode 2009RSEnv.113S..56J, lire en ligne)
- Smith, Ustin, Adams et Gillespie, « Vegetation in deserts: I. A regional measure of abundance from multispectral images », Remote Sensing of Environment, vol. 31, no 1,‎ 1990, p. 1–26 (ISSN 0034-4257, DOI 10.1016/0034-4257(90)90074-v, Bibcode 1990RSEnv..31....1S, lire en ligne).
- (en) Jonathan Asher Greenberg, Shawn C. Kefauver, Hugh C. Stimson, Corey J. Yeaton et Susan L. Ustin, « Survival analysis of a neotropical rainforest using multitemporal satellite imagery », Remote Sensing of Environment, vol. 96, no 2,‎ 30 mai 2005, p. 202-211 (ISSN 0034-4257, OCLC 99054366, DOI 10.1016/j.rse.2005.02.010).

### Livres
- Remote sensing for natural resource management and environmental monitoring, Hoboken, NJ, John Wiley & Sons, 2004 (ISBN 0-471-31793-4, OCLC 55950983, lire en ligne)
- Jacquemoud, Stéphane et Susan Ustin, Leaf Optical Properties, Cambridge (ISBN 978-1-108-68645-7, OCLC 1117650759, lire en ligne)